# Ābdīlān
Ābdīlān (persiska: آودِلانِ سُفلَى, آبدیلان, Āvdelān-e Soflá) är en ort i Iran.   Den ligger i provinsen Västazarbaijan, i den nordvästra delen av landet, 600 km väster om huvudstaden Teheran. Ābdīlān ligger 1 809 meter över havet och antalet invånare är 276.
Terrängen runt Ābdīlān är kuperad. Runt Ābdīlān är det ganska tätbefolkat, med 185 invånare per kvadratkilometer. Närmaste större samhälle är Nūshīn Shar, 18,4 km öster om Ābdīlān. Trakten runt Ābdīlān består i huvudsak av gräsmarker.